# Interact
Interact és l'organització de clubs de servei patrocinada per Rotary International per a joves des de 12 a 18 anys que cerca fomentar el lideratge, el companyerisme i la bona voluntat a través del servei a la comunitat. Tot i que els clubs Interact són autònoms i autosuficients, cada club compta amb el patrocini d'un Club Rotary, el qual li ofereix suport i orientació.
El quadre social dels clubs varia molt. Hi ha clubs amb només noies o homes i altres mixtos; el nombre de socis varia també. Poden estar integrats pels estudiants d'una o més escoles, o dins de la mateixa localitat. Cada any, els clubs Interact realitzen, almenys, un projecte de servei a la comunitat i un altre per al foment de la bona voluntat i la comprensió mundial. A través d'aquests projectes, els interactians forgen una xarxa d'amistats amb els clubs locals i de l'exterior i, en aquesta interacció, aprenen tècniques de lideratge i el valor del treball. El servei és el que caracteritza els interactians. A través de les seves activitats de servei, prenen consciència sobre la importància del:
- Desenvolupament del lideratge i la integritat personal.
- Respecte i la disposició de servir els altres.
- Valor de la responsabilitat individual i la tenacitat en el treball.
- Foment de la bona voluntat i la comprensió internacional.

Com un dels programes de servei rotari més significatius i de més ràpid creixement, amb més de 10.700 clubs en aproximadament i 250.000 membres, Clubs Interact en més de 110 països i regions geogràfiques, Interact ha adquirit abast mundial. Els interactians sovint impulsen la formació de clubs Rotaract i participen en els Rotary Youth Leadership Awards (RYLA). Els interactians participen en el programa d'intercanvi de joves de Rotary i en les beques de bona voluntat.